# Протестни албум
Протестни албум је југословенски филм из 1986. године који је написао и режирао Живорад Жика Митровић.